# Cantón de Coulommiers
El cantón de Coulommiers es una división administrativa francesa, situada en el departamento de Sena y Marne y la región Isla de Francia.

## Geografía
Este cantón es organizado alrededor de Coulommiers en él distrito de Meaux.

## Composición
El Cantón de Coulommiers agrupa 15 comunas:
- Aulnoy
- Beautheil
- Boissy-le-Châtel
- Chailly-en-Brie
- Coulommiers
- Faremoutiers
- Giremoutiers
- Guérard
- La Celle-sur-Morin
- Maisoncelles-en-Brie
- Mauperthuis
- Mouroux
- Pommeuse
- Saint-Augustin
- Saints

## Demografía
| 21,141 | 22,598 | 25,679 | 30,397 | 34,421 | 36,541 | 36,893 |
| Para los censos de 1962 a 1999 la población legal corresponde a la población sin duplicidades (Fuente: INSEE [Consultar]) |        |        |        |        |        |        |